# Franck Fréon
Franck Fréon, född den 16 mars 1962 i Paris är en fransk racerförare.
Fréon tävlade med formelbilar i Europa och USA i början av 1990-talet. Han hade större framgångar i  sportvagnsracing och vann bland annat en klasseger i Le Mans 24-timmars 1996 och en seger i Daytona 24-timmars 2001.